# JR西日本クモハ84形電車
クモハ84形は、西日本旅客鉄道（JR西日本）が1988年（昭和63年）に荷物電車を改造して導入した旅客用電車である。

## 概要
瀬戸大橋線開業後に宇野線の茶屋町 - 宇野間専用電車として、余剰となった旧性能荷物電車クモニ83形を改造して製作された旅客用車両である。
3両が改造され、クモハ84001 - 003の番号となった。改造種車はクモニ83005・026・027の3両で、施工所は幡生車両所である。なお、種車のクモニ83形0番台も72系からの改造車である。
JRグループで唯一となる旧性能電車の新形式となった。

### 登場の経緯

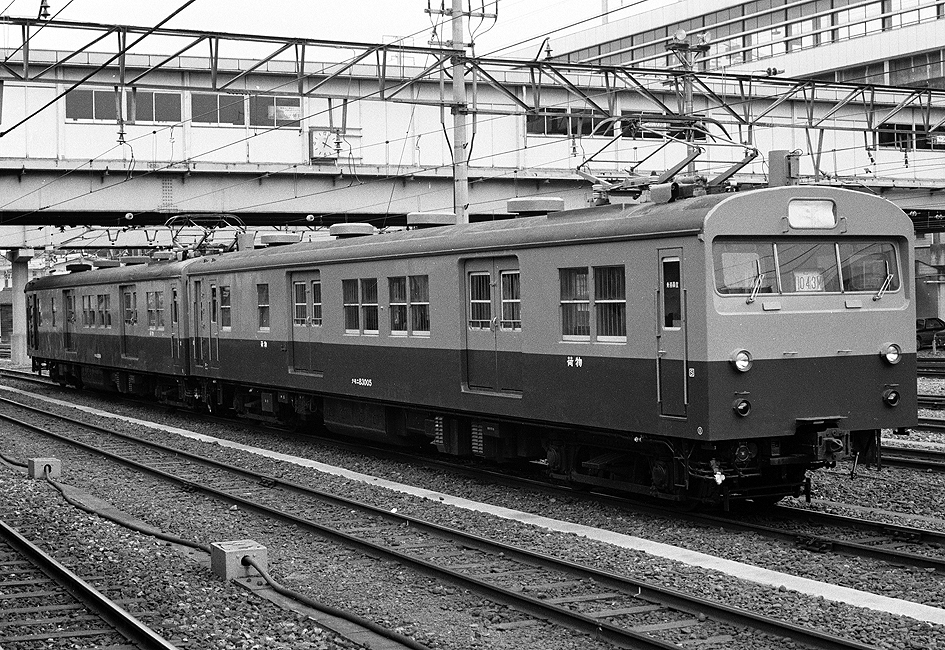
改造種車の1両となったクモニ83005（姫路駅、1984年）

岡山 - 宇野間を結ぶ宇野線は宇高連絡船と接続する本州・四国間の連絡路線であったが、1988年3月に瀬戸大橋線が開業すると本州と四国が鉄道で結ばれ、茶屋町 - 宇野間は連絡ルートから外れたローカル線の扱いとなった。ローカル区間は短距離であり、輸送量適正化の面から1両で運転可能な1M方式の電車が投入されることになった。
国鉄分割民営化直前は荷物輸送廃止で荷物車が余剰となり、新性能荷物電車を改造した旅客車としてクモハ123形が国鉄末期に登場していた。瀬戸大橋線開業の時点でクモハ123形へ改造可能な余剰車が無かったことから、荷物輸送廃止後もJR西日本に継承され保留車となっていた旧性能荷物電車クモニ83形0番台3両を旅客車に改造し、クモハ84形が登場した。

## 車両概説

### 車体
車体は荷物車から旅客車に改造されたため、従来の荷扱車掌室やトイレ、貴重品棚、荷物室などを撤去して客室に変更した。
側窓は種車の構体がなるべく生かされる形となり、側窓は幅690 mmで上段下降・下段上昇式のユニット窓が設置された。側扉は種車の荷物室用扉と同じ位置に両開きの客用扉を設け、前後非対称の変則的な配置となった。ドアエンジンはTK4形である。車内の座席はロングシートで、袖仕切りや荷棚は201系に準じた構造とされた。
車体塗装は黄6号をベースとし、213系で採用された青色の濃淡帯（青26号と青23号）を配したもので、前面の帯はV字状のアクセントが設けられた。

### 主要機器
冷房装置は設けられず、屋根上には種車と同じくグローブ型通風器が4基設置された。パンタグラフはクモニ83005がPS13形を、クモニ83026・027がPS23A形を各1基搭載していたが、全車ともPS16形に統一された。
中央東線用であったクモニ83026・027の台車にはスノープラウが搭載されていたが、これを撤去の上で代わりに排障器が設置された。種車のクモニ83形に搭載されていたブレーキの「新旧切換装置」は撤去された。

## 運用
クモハ84形は1988年より宇野線の茶屋町 - 宇野間を主体に運用された。1995年6月に阪和線羽衣支線で運用されていたクモハ123-5・6が宇野線に転用されたのに伴い、1995年7月11日をもって定期運転から引退し同年7月23日にさよなら運転を実施した。翌1996年3月27日に3両とも廃車回送され、同年3月31日付で全車廃車となった。